# مدیریت غیرفعال
مدیریت غیرفعال (ایستا)، (به انگلیسی: Passive management) مدیریت غیرفعال (سرمایه‌گذاری منفعل) یک استراتژی سرمایه‌گذاری است که یک شاخص یا پرتفوی با وزن بازار را دنبال می‌کند. هدف از این نوع مدیریت حداقل سازی کارمزدهای سرمایه‌گذاری و جلوگیری از عواقب نامطلوب عدم پیش‌بینی درست آینده می‌باشد. محبوب‌ترین روش پیروی از عملکرد یک شاخص مبنا می‌باشد. سرمایه‌گذاران معمولاً از طریق خرید سهام یک یا چند صندوق شاخصی این کار را انجام می‌دهند.
با دنبال کردن یک شاخص، سبد سرمایه‌گذاری به‌طور معمول از تنوع خوبی برخوردار خواهد شد و همچنین موجب کاهش گردش مالی (که موجب کاهش هزینه‌های معاملات می‌شود) و هزینه‌های مدیریت می‌شود. با کاهش هزینه‌های معاملاتی، سرمایه‌گذاری در این صندوق‌ها می‌تواند موجب کسب بازده بیشتر در مقابل یک صندوق سرمایه‌گذاری مشابه با هزینه‌های معاملاتی و مدیریتی بالاتر بشود.
مدیریت غیرفعال عموماً در بازارهای سرمایه رایج می‌باشد، که با استفاده از این استراتژی سرمایه‌گذاری، صندوق‌های شاخصی، شاخص‌های بازار سهام را دنبال می‌کنند. در حال حاضر این نوع مدیریت در حال تسری به سایر روش‌های سرمایه‌گذاری نیز می‌باشد، مانند اوراق قرضه، بورس‌های کالا و صندوق‌های پوششی. امروزه، مجموعه‌ای از شاخص‌های بازار در جهان وجود دارد و هزاران صندوق شاخصی، بسیاری از آن‌ها را دنبال می‌کنند.
یکی از بزرگترین صندوق‌های سرمایه‌گذاری مشترک، ونگارد ۵۰۰، یک صندوق با مدیریت غیرفعال است. همچنین دو شرکت با بیشترین میزان نقدینگی Barclays Global Investors و State Street Corp در درجه اول از استراتژی‌های مدیریت غیرفعال استفاده می‌کنند.

## منطق
مفهوم مدیریت غیرفعال برخلاف نظر و عقیده بسیاری از سرمایه‌گذاران است. منطق پشت شاخص سازی ناشی از ۴ مفهوم اقتصاد مالی است:
۱) در دراز مدت سرمایه‌گذاران به‌طور متوسط، قبل از کسر هزینه‌ها، عملکردی مشابه عملکرد بازار داشته‌اند، در نتیجه سرمایه‌گذار می‌تواند سود بیشتری از طریق کاهش هزینه ببرد تا تلاش جهت کسب بازده بیشتر از بازار.
۲) فرضیه بازار کارا ادعا می‌کند که قیمت‌ها در بازار منعکس‌کننده تمام اطلاعات موجود است و اطلاعاتی وجود ندارد که قبلاً تأثیر خود را بر قیمت نگذاشته باشد در نتیجه چیزی وجود ندارد که بتواند موجب بهره‌برداری از اطلاعات شود. تفسیر گسترده‌ای وجود دارد که نشان می‌دهد که به‌طور سیستماتیک «کسب بازده بیشتر از بازار» از طریق مدیریت فعال غیرممکن است. اگرچه این تفسیر درستی از این فرضیه در شکل ضعیف آن نیست. اشکال قوی تری از فرضیه موردبحث است و شواهد قابل بحثی هم در برابر شکل ضعیف وجود دارد.
۳) مشکل مسئله نمایندگی: یک سرمایه‌گذار که پول خود را دراختیار مدیر پرتفوی قرار می‌دهد باید مشوق‌های مناسب را برای مدیریت ایجاد کند تا پرتفوی را مطابق تمایلات ریسک و بازده موردنظر سرمایه‌گذار پیش ببرد و همچنین عملکرد مدیریت باید تحت نظر قرار گیرد.
۴) مدل قیمت گذاری دارایی سرمایه‌ای (CAP-M) و تئوری‌های مربوط به پرتفوی، که بر این فرض استوار هستند که در حالت تعادل همه سرمایه‌گذاران ترکیبی از پرتفوی بازار و دارایی‌های بدون ریسک را نگهداری خواهند کرد، در نتیجه تحت شرایط مناسب، یک صندوق طبق شاخص بازار تنها شاخصی است که سرمایه‌گذارن نیاز دارند.
بازار bull market در سال ۱۹۹۰ کمک بسیاری در رشد شاخص سازی در آن دهه کرد. سرمایه‌گذاران به سادگی قادر به دستیابی به بازده موردنظر از طریق سرمایه‌گذاری در پرتفوی‌هایی که طبق شاخص‌های بازار جمع‌آوری شده بودند مانند S&P 500, Russell 3000, و Wilshire 5000 شدند.
برخی از مدیران فعال ممکن است در سال‌های محدودی یا به صورت مداوم عملکرد بهتری از بازار داشته باشند. با این وجود برای سرمایه‌گذاران خرد هنوز مشخص نیست که این عملکرد مثبت به چه میزان به دلیل مهارت مدیران است و چه میزان شانس و اینکه کدام مدیران در آینده عملکرد خوبی خواهند داشت.

## پیاده‌سازی
در ساده‌ترین روش، یک صندوق شاخصی با خرید اوراق بهادار با همان نسبتی که در شاخص بازار قرار دارد تشکیل می‌شود. همچنین می‌تواند با نمونه برداری (به عنوان مثال خرید سهم از هر نوع و بخش در شاخص و نه کاملاً مانند سهام شاخص) و روش‌های پیچیده‌تر نمونه‌گیری (به عنوان مثال خرید سهامی خاص که شانس بیشتری برای داشتن عملکرد خوب در آینده دارند) تشکیل شود.
صندوق‌های سرمایه‌گذاری توسط مدیران سرمایه‌گذاری اداره می‌شوند که تقریباً شاخص را در مدیریت پرتفویشان دارند و میزان کمی ارزش افزوده را به عنوان حق مدیریت خود دریافت می‌کنند در حالیکه هزینه‌های کارمزد برای مدیران فعال که به آن «سهام در قفسه» متفاوت است. در حقیقت مدیران فعال هم صندوق را به صورت فعالانه اداره نمی‌کنند و عملاً مطابق شاخص عمل می‌کنند.
طرح‌های سرمایه‌گذاری جمعی که از استراتزی‌های سرمایه‌گذاری منفعل برای ردیابی عملکرد شاخص‌های بازار استفاده می‌کنند به عنوان صندوق‌های شاخصی شناخته می‌شوند. صندوق‌های قابل معامله در بورس (ETFs) به ندرت به صورت مدیریت فعال اداره می‌شوند و معمولاً از یک بازار خاص یا شاخص‌های کالا تبعیت می‌کنند.
پرتفوی‌های متنوع جهانی به صورت صندوق‌های شاخصی توسط مشاوران سرمایه‌گذاری که به صورت غیرفعال برای مشتریان خود سرمایه‌گذاری می‌کنند فعالیت می‌کنند. براساس این اصول که عملکرد ضعیف یک بازار با عملکرد بهتر سایر بازارها متعادل خواهد شد.
گزارش Loring Ward در چشم‌انداز مشاور نشان داد که چگونه تنوع بخشی بین‌المللی در طول یک دوره ۱۰ ساله ۲۰۰۰–۲۰۱۰ توانسته با استفاده از شاخص Morgan Stanley Capital در بازارهای نوظهور بازدهی ۱۵۴ درصدی کسب کند که توسط شاخص blue-chip S&P 500 که ۹٫۱ درصد کاهش در مدت مشابه داشته‌است تعدیل شده‌است؛ که یک رویداد نادر تاریخی است. در این گزارش اشاره شده‌است که پرتفوی‌های منفعل که در دارایی‌های بین‌المللی متنوع شده‌اند بازده با ثبات تری دارند به خصوص اگر به‌طور منظم تعدیل شوند.

## استراتژی غیرفعال در صندوق‌های بازنشستگی
تحقیقات انجام شده توسط شورای بازنشستگی جهانی (WPC) نشان می‌دهد که تا ۱۵٪ از دارایی‌های صندوق‌های بزرگ بازنشستگی و صندوق‌های تأمین اجتماعی در انواع صندوق‌های غیرفعال سرمایه‌گذاری شده‌اند که مخالف تداوم بیشتر مدیریت فعال سنتی هستند که هنوز هم بیشترین سهم از سرمایه‌گذاری‌های نهادی را تشکیل می‌دهند. نسبت سرمایه‌گذاری منغعل به‌طور گسترده‌ای با توجه به نوع صندوق‌های مختلف متفاوت است.
درخواست تجدید ساختار به صندوق‌های غیرفعال مانند ETFها و سایر صندوق‌های شاخصی به سرعت در حال رشد است. به دلایل مختلفی از جمله ناامیدی از عملکرد ضعیف مدیریت فعال، گرایش‌های وسیع نسبت به کاهش هزینه در سراسر خدمات عمومی و مزایای اجتماعی که پس از رکود ۲۰۰۸–۲۰۱۰ رخ داد.
سازمان‌های بازنشستگی و صندوق‌های تأمین اجتماعی از پیشگامان استراتژی‌های مدیریت غیرفعال بوده‌اند.